# Maneca
Maneca, właśc. Manuel Marinho Alves (ur. 28 stycznia 1926 w Salvador, zm. 28 czerwca 1961 w Rio de Janeiro) – brazylijski piłkarz, napastnik. Srebrny medalista MŚ 50.
W reprezentacji Brazylii rozegrał 7 spotkań. Podczas MŚ 50 wystąpił w czterech spotkaniach Brazylii w turnieju i strzelił jedną bramkę.